# 번문욕례

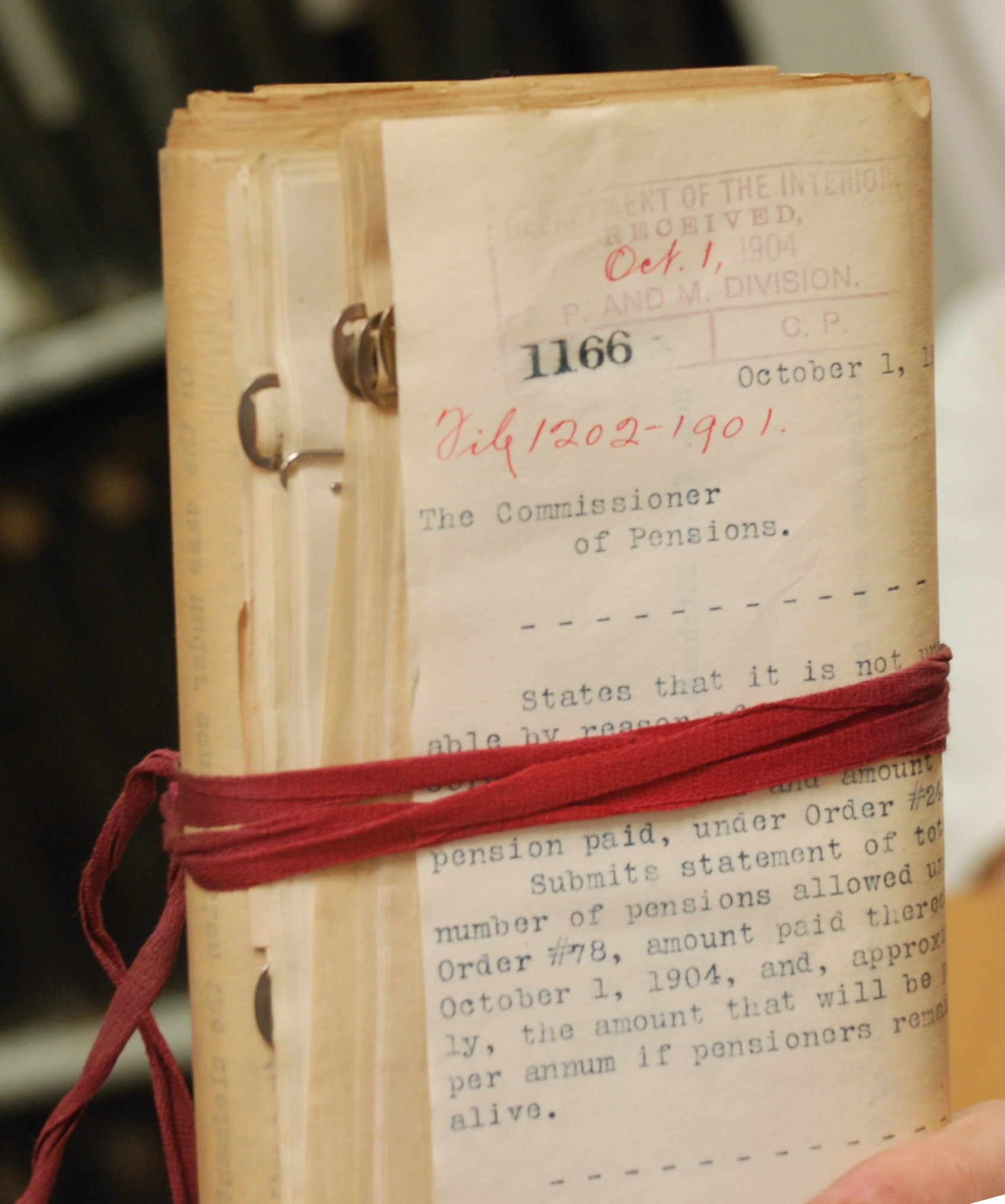
"레드 테이프"

번문욕례(繁文縟禮)란 규칙이 너무 세세하고 번잡하여 비능률적인 현상을 말한다. 서양에서는 레드 테이프(Red Tape)라고 하는데, 방대한 양의 공문을 묶어 저장할 때 붉은 띠를 썼기 때문이다.
미국의 사회학자 로버트 K. 머튼이 관료제의 부작용 중 하나로 지적한 바 있다. 원래는 명확한 규칙과 공정한 절차에 따라 사무를 처리하는 합리적인 시스템이, 형식적인 면에 예속됨으로써 비합리적 경향을 나타내게 된다는 것이다.

## 같이 보기
- 정실 자본주의
- 정실주의
- 미관관리
- 온정주의